# Jana Galíková-Hlaváčová
Jana Galíková-Hlaváčová (* 22. Januar 1963 in Brno) ist eine ehemalige tschechische Orientierungsläuferin. 
Jana Galíková-Hlaváčová gewann bei Weltmeisterschaften insgesamt drei Silber- und vier Bronzemedaillen, darunter eine Silber- und zwei Bronzemedaillen in Einzelwettbewerben. 1983 in Ungarn gewann sie in der tschechoslowakischen Mannschaft mit Iva Kalibánová, Eva Bártová und Ada Kuchařová Silber. 1987 wurde sie auf der Langdistanz hinter den Schwedinnen Arja Hannus und Karin Rabe Dritte, ebenso wie mit der Staffel, 1989 musste sie sich der Schwedin Marita Skogum geschlagen geben. Mit Petra Wágnerová, Jana Cieslarová und Ada Kuchařová gewann sie außerdem Silber in der Staffel. Bei der Heim-Weltmeisterschaft 1991 in Marienbad gewann Galíková-Hlaváčová erneut zwei Silbermedaillen.
Im Weltcup startete sie in der Saison 1988 und konnte dabei drei Siege erringen. In der Gesamtwertung kam sie auf den dritten Platz hinter Ragnhild Bratberg und Brit Volden aus Norwegen.
Während ihrer Karriere startete sie für die Vereine VŠZ Brno und Tesla Brno. Heute arbeitet sie als Architektin in Brno.

## Platzierungen
| Weltmeisterschaften  | Sprint | Mittel | Lang | Staffel |
| -------------------- | ------ | ------ | ---- | ------- |
| 1981 Thun            |        |        |      | 7.      |
| 1983 Zalaegerszeg    |        |        |      | 2.      |
| 1987 Gerardmer       |        |        | 3.   | 3.      |
| 1989 Skövde          |        |        | 2.   | 2.      |
| 1991 Marianske Lazne |        | 7.     | 3.   | 3.      |

| Gesamt-Weltcup | Gesamt-Weltcup |
| -------------- | -------------- |
| 1988           | 3.             |